# Creise
Creise (wymowa angielska: [ˈkreɪʃ], wymowa gaelicka: [ˈkʰɾʲeʃə]) – szczyt w paśmie Black Mount, w Grampianach Zachodnich. Leży w Szkocji, w regionie Highland.